# Jerpoint Abbey
Jerpoint Abbey (Iers: Mainistir Sheireapúin) is een ruïne van een abdij bij Thomastown in Ierland, gesticht in 1158 als benedictijner klooster en later rond 1180, na het verval van de Benedictijner Orde, overgenomen door de Orde der Cisterciënzers. De ruïnes omvatten een kerk, een goed bewaarde toren en de resten van het klooster. De kerk dateert uit de 12e eeuw en de toren en het klooster uit de 15e eeuw. Het klooster werd in 1650 door de troepen van Cromwell geplunderd en vernield en is daarna niet meer in gebruik genomen. Ondanks deze lange periode is het een van de best en oudst bewaarde abdijen uit deze tijd in Ierland.

De kerk is gebouwd in romaans/Normandische stijl door prins Donough van het koninkrijk Osraigh. De toren met kantelen deed dienst als verdedigingswerk.
De kruisgang met zijn bogengalerij, waarvan de pilaren zijn voorzien van allegorische afbeeldingen, is prachtig gerestaureerd. De beelden laten allerlei figuren zien zoals ridders, dames, bisschoppen, draken en zelfs een man met buikpijn. Ook menselijke tekortkomingen zoals opschepperij, gierigheid, hebzucht en drankzucht worden hier uitgebeeld.
De ruïnes kunnen worden bezocht eventueel vergezeld van een gids uit het bezoekerscentrum, waar ook een tentoonstelling is te zien.

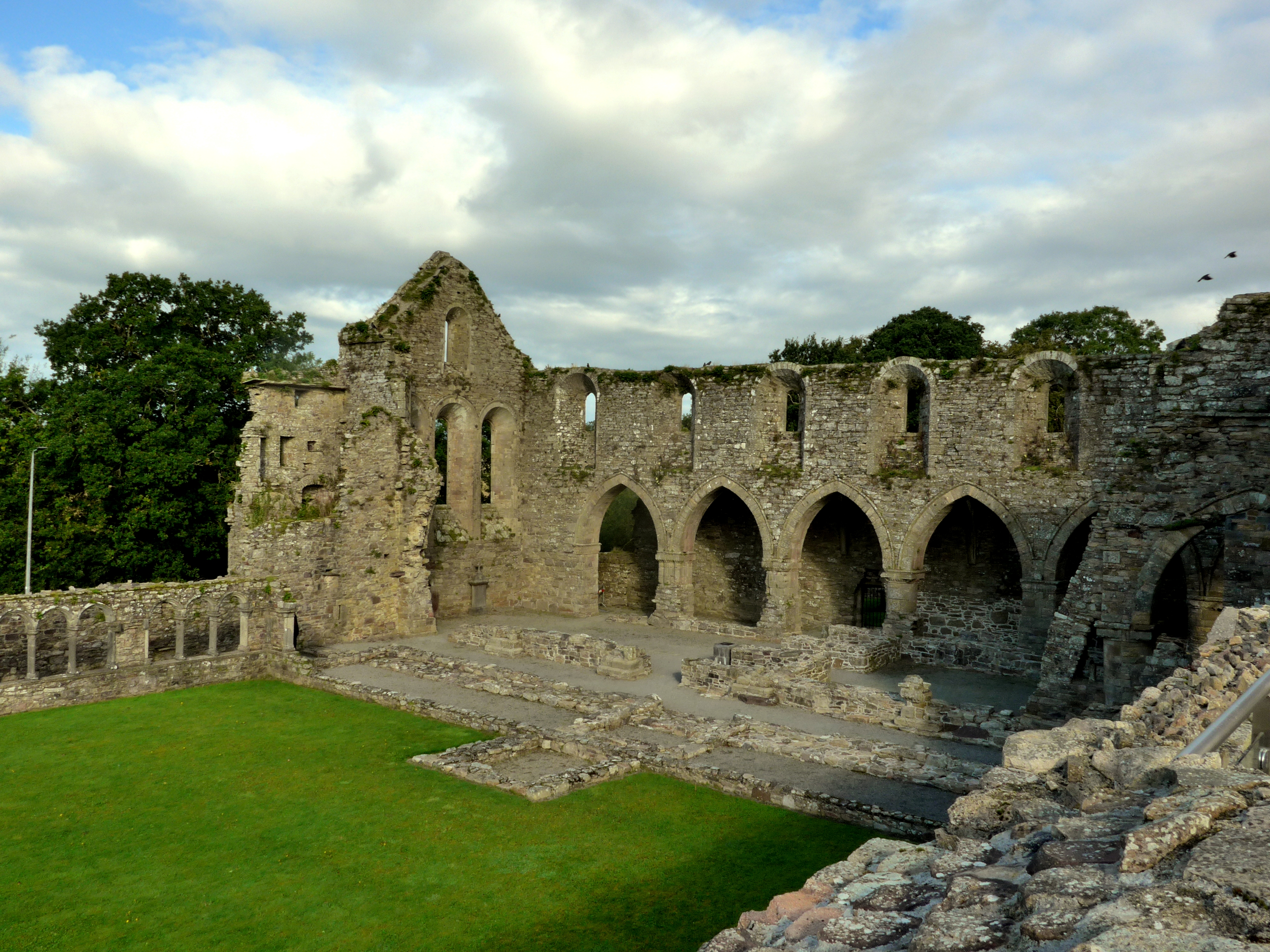
Resten van de kerk en de kloostertuin
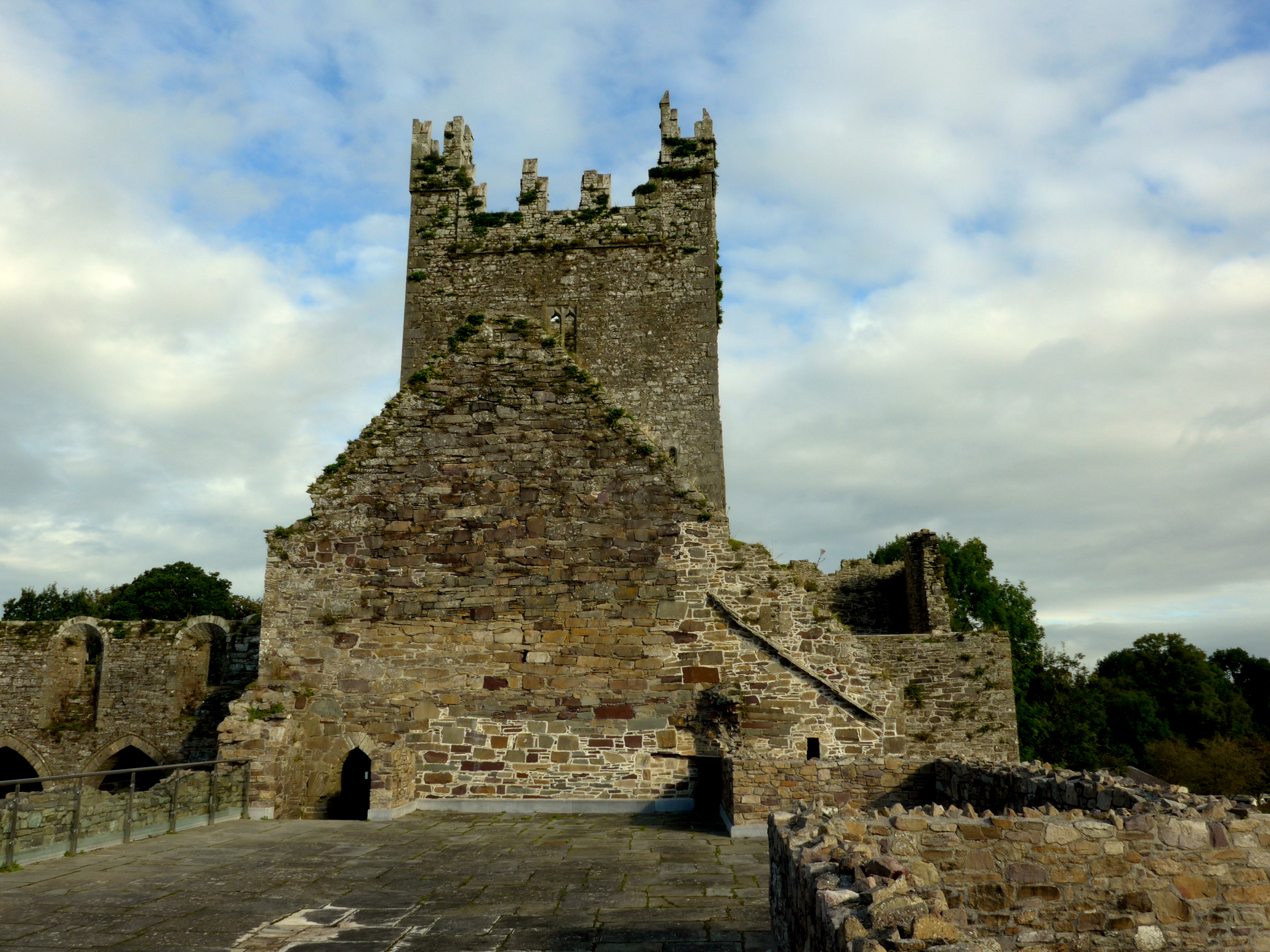
Verdedigingstoren
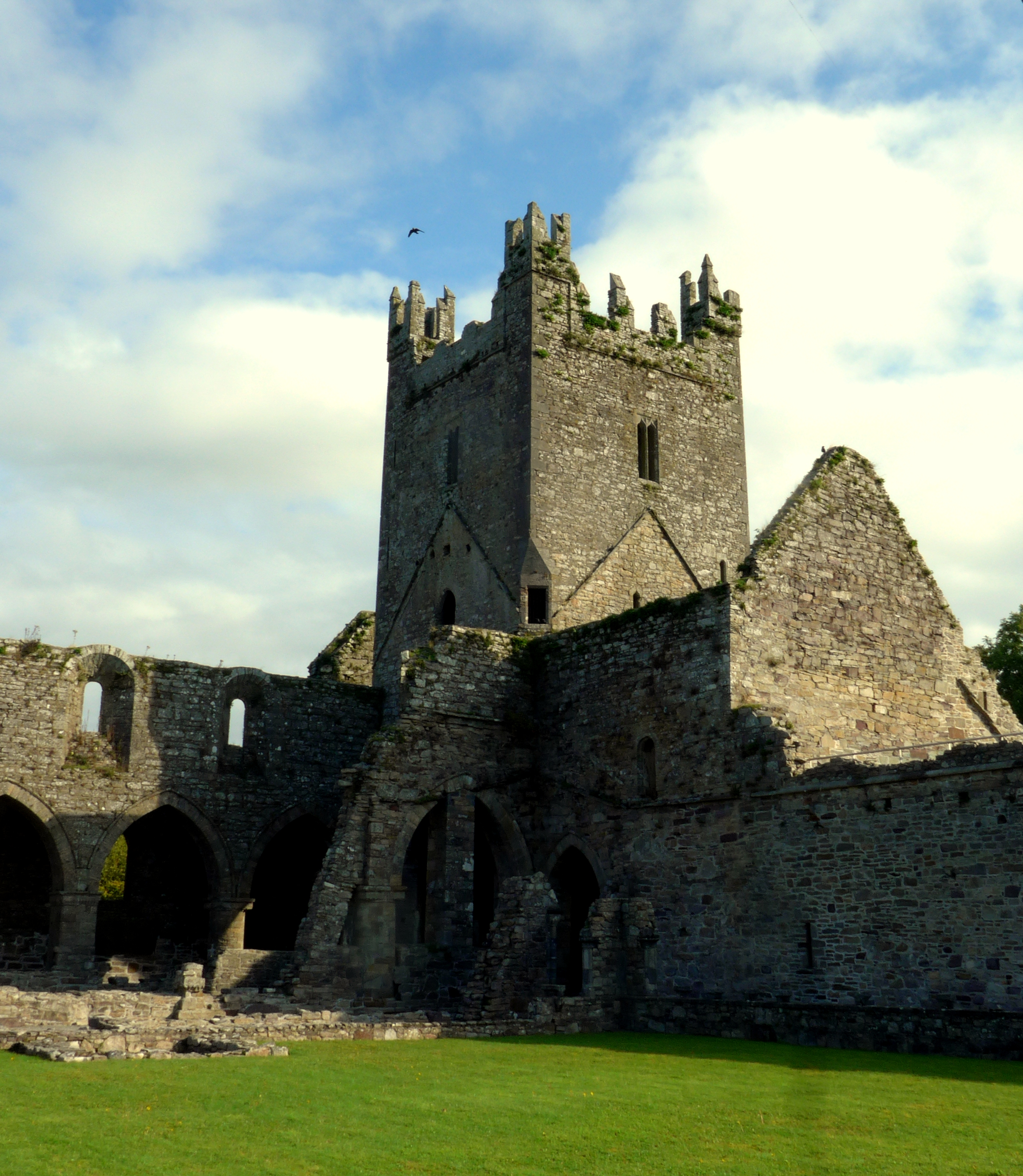
Verdedigingstoren
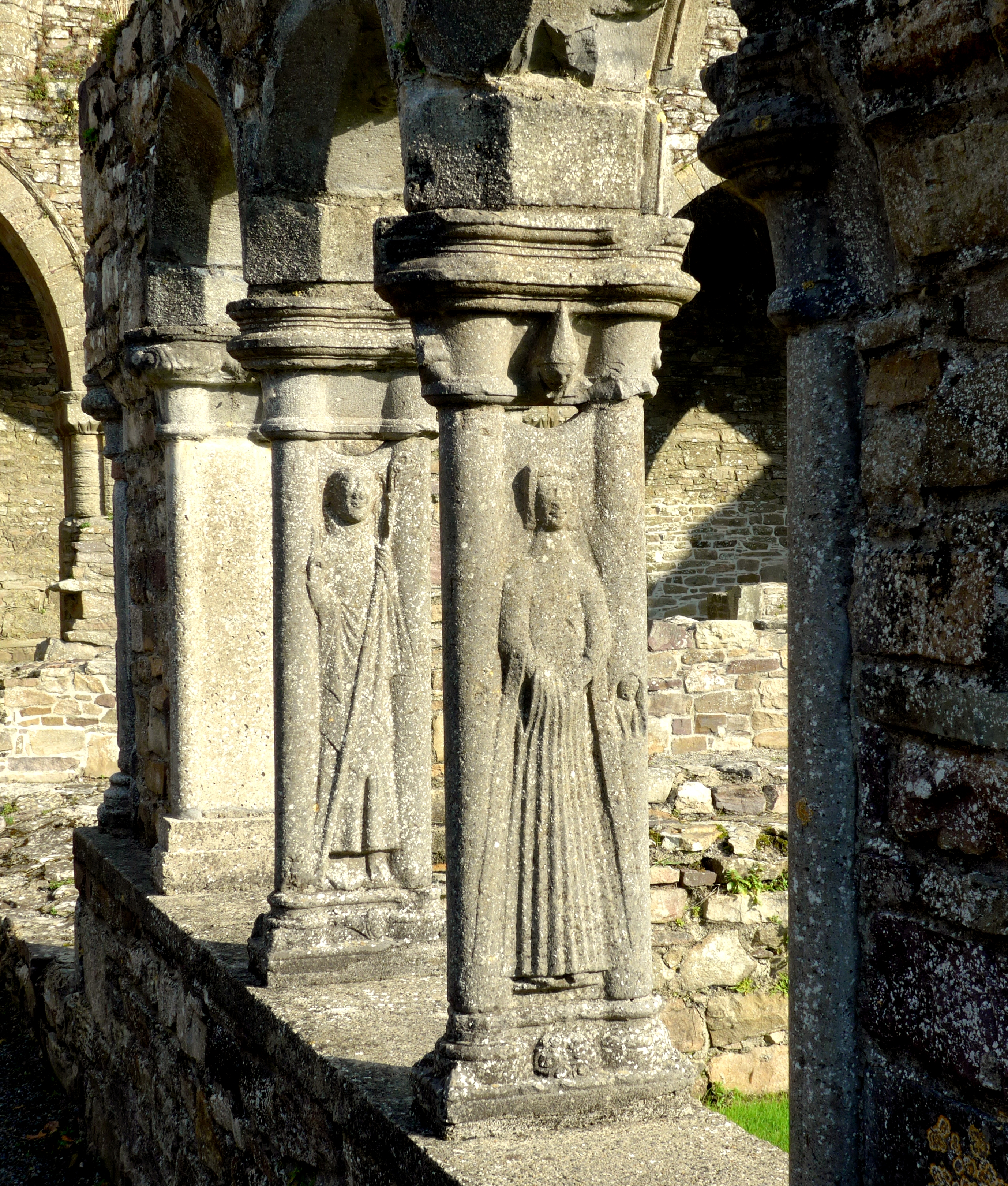
Pilaren kruisgang
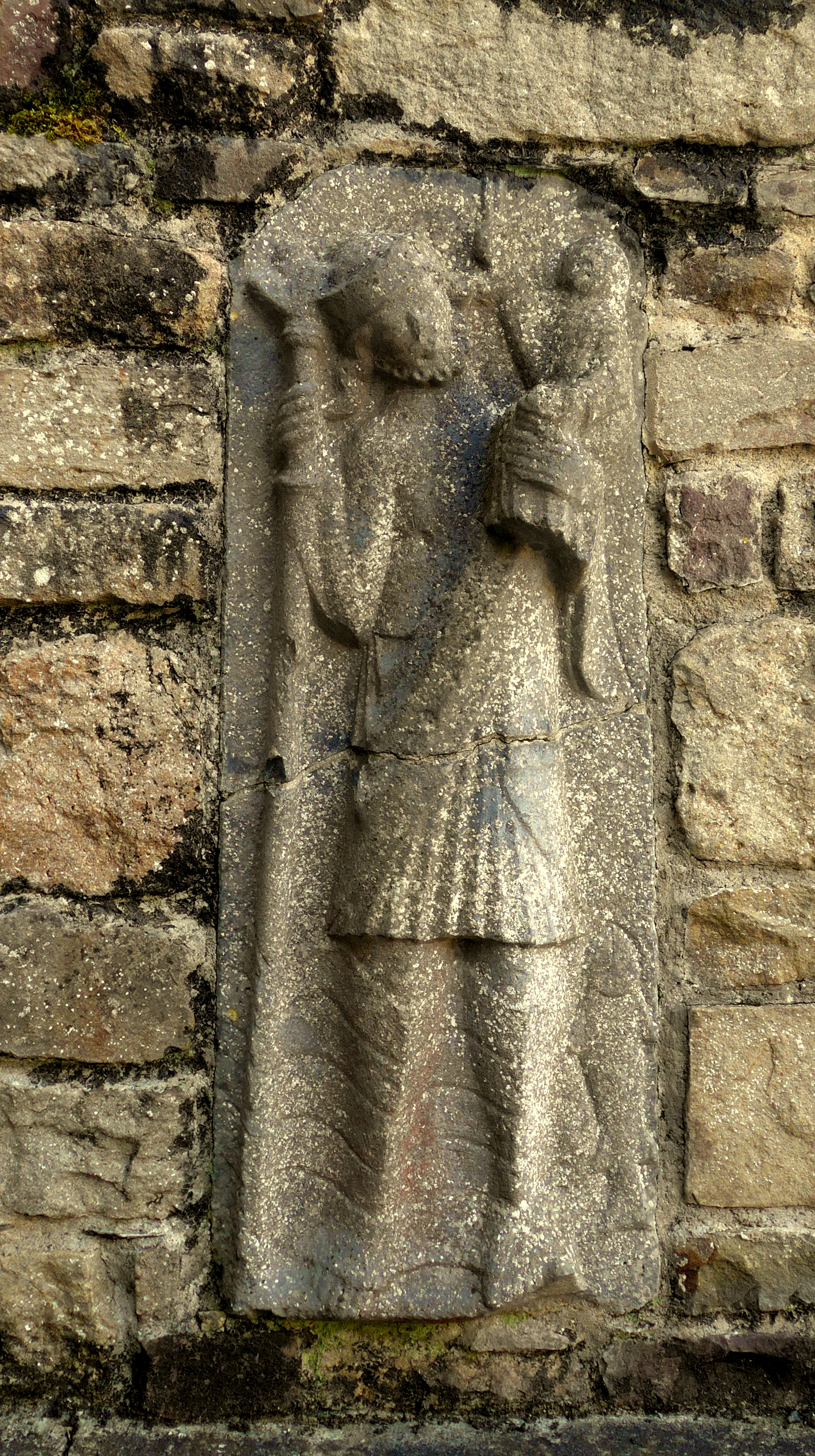
Sint Christoffel die het kind Jezus over de rivier draagt
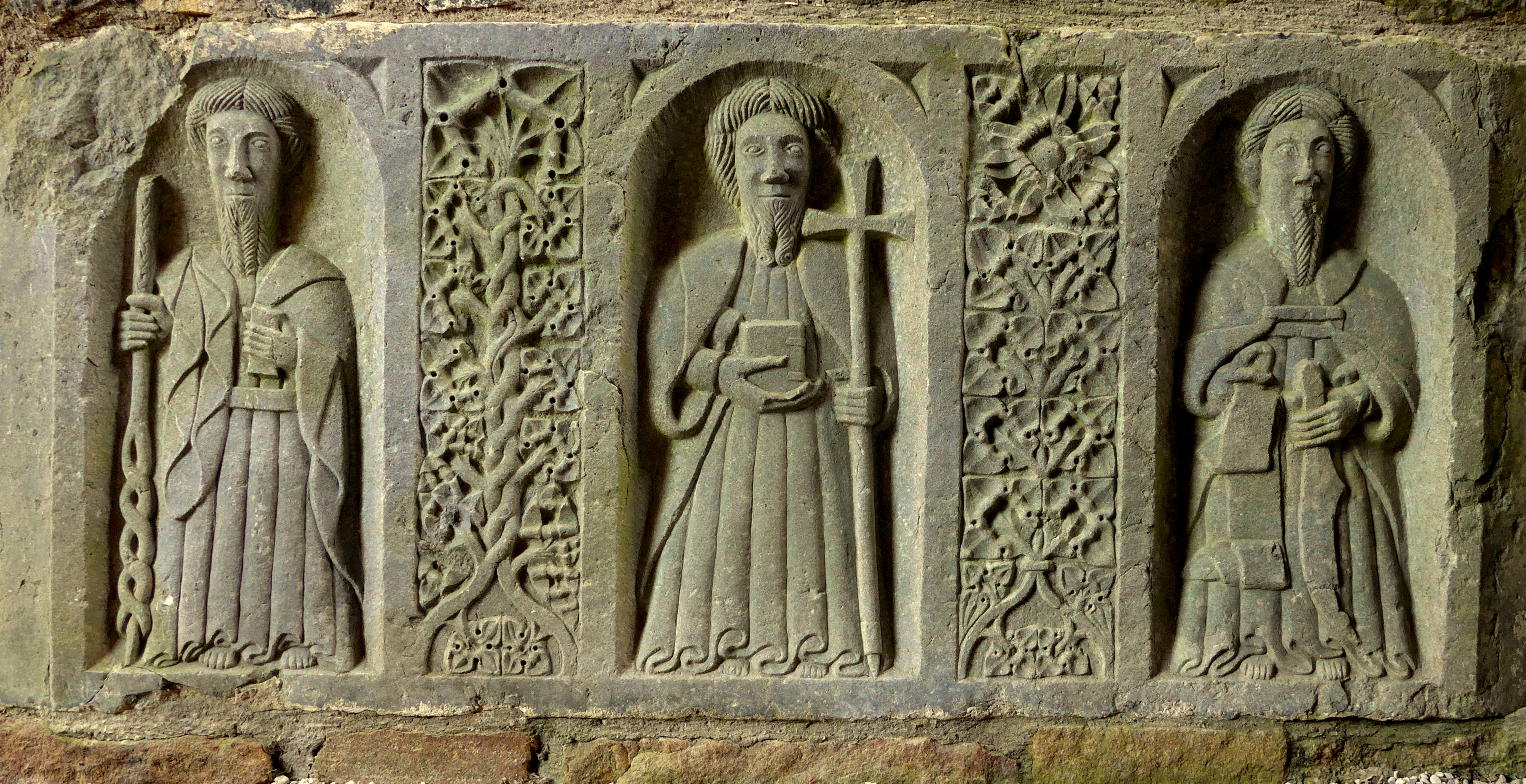
Bas-reliëfs in graftombe
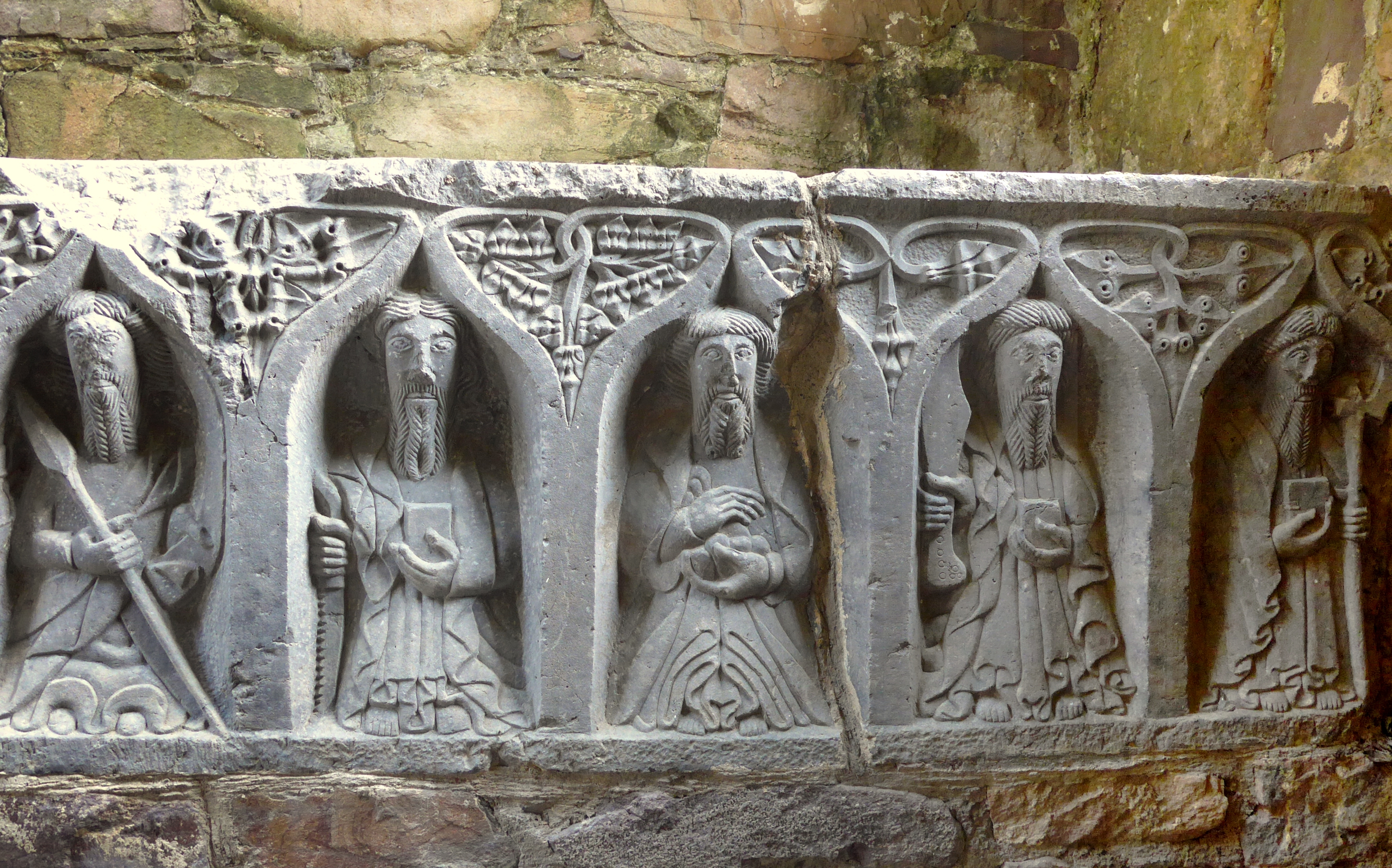
Bas-reliëfs in graftombe